# Alara castanea
Alara castanea är en insektsart som beskrevs av Bernhard Zelazny 1981. Alara castanea ingår i släktet Alara och familjen Derbidae. Inga underarter finns listade i Catalogue of Life.

## Bildgalleri

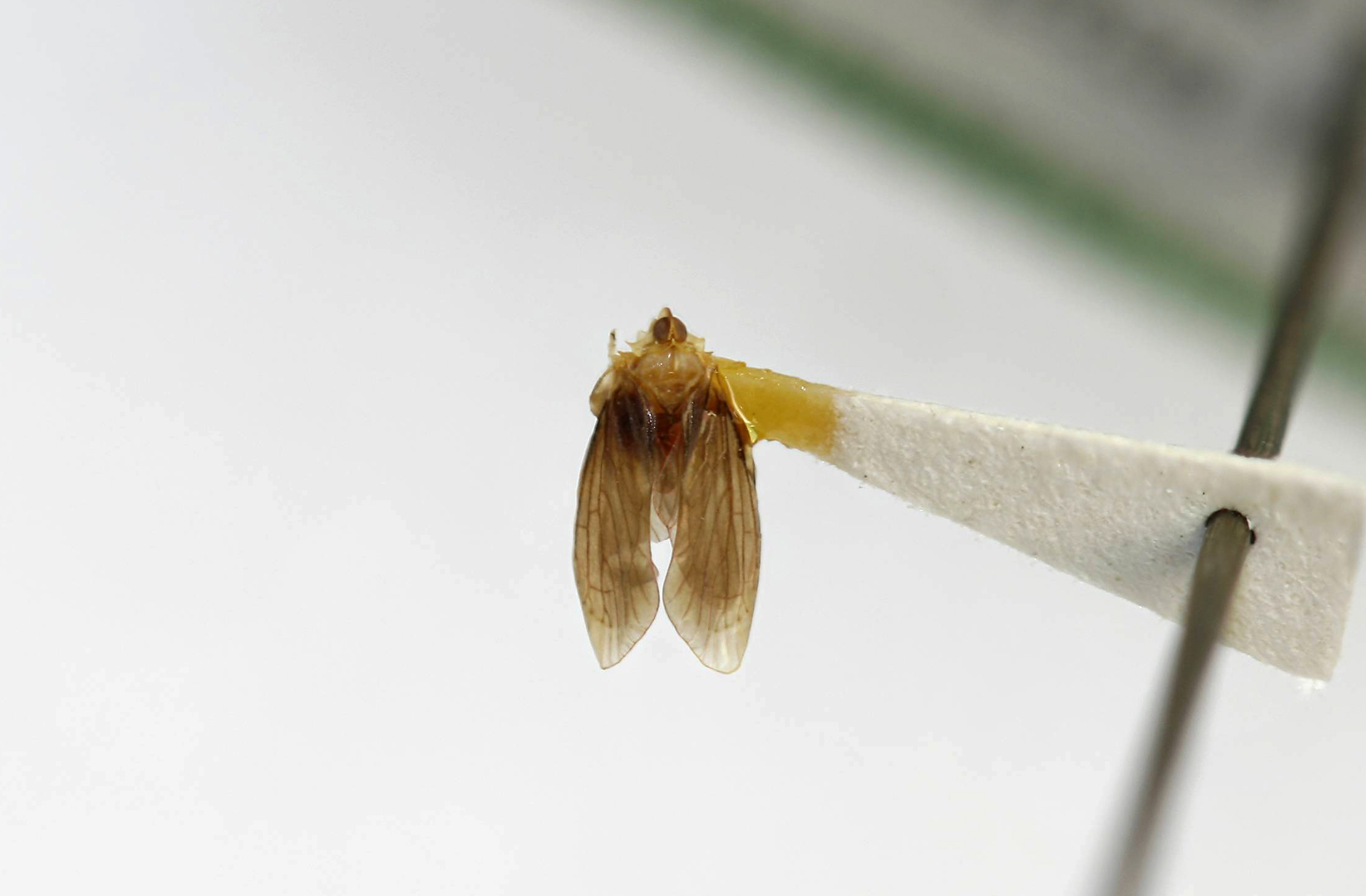